# 小峧山
小峧山，位于中华人民共和国浙江省东北部舟山群岛中部的一座岛屿，隶属于浙江省岱山县高亭镇管辖。小峧山地处岱山县城西南4.2千米处，长550米，宽450米，海岸线长2.16千米，陆地面积0.160平方千米，最高点海拔57.3米。